# Яремчук Федір Петрович
Яремчук Федір Петрович — учений-методист, доктор фізико-математичних наук, професор.

## Життєпис
Яремчук Федір Петрович народився у 1920 році в надслучанському селі Великий Молодьків (тепер Ярунського району), що на Житомирщині.
1939 р. розпочав трудову діяльність — учителем математики в Гірківській сільській школі.
1950 р. працює у Дрогобицькому обласному інституті вдосконалення вчителів.
1954 р. працює у Київському політехнічному інституті на кафедрі вищої математики (асистент, старший викладач, доцент, професор, завідувач кафедри).
1959 р. — член Науково-методичної комісії з математики при Міністерстві вищої і середньої спеціальної освіти УРСР.
1962 р. — захист кандидацької дисертації тему: «Застосування методу послідовних конформних відображень до розв'язання задач вільної фільтрації з відкритих русел»
1969 р. — заступник голови Науково-методичної комісії з математики при Міністерстві вищої і середньої спеціальної освіти УРСР.
1973—1979 рр. — член методичної ради з математики при Міністерстві вищої і середньої спеціальної освіти УРСР.
Помер 26 жовтня 2001 року.

## Наукові праці
Автор та співавтор понад 125 науково-методичних праць, у тому числі 16 книжок, підручників, навчальних посібників.
Наукові праці:
- «Алгебра и элементарные функции. Справочник»[2] (совместно с П. А. Рудченко).
- «Линейная и векторная алгебра. Аналитическая геометрия. Введение в математический анализ. Дифференциальное и интегральное исчисление» (совместно с П. Ф. Овчинниковым).
- «Справочник по элементарной математике» (совместно с П. Ф. Фильчаковым, Г. П. Бевзом, К. И. Швецовым).
- «Збірник конкурсних задач з математики»[3] (совместно с Ш. Г. Горделадзе, Н. М. Кухарчуком).
- «Вища математика» (совместно с П. Ф. Овчинниковым)[4]